# 热血青年
《熱血青年》是一部2002年的香港驚慄電影，由周英杰、周勵淇、周子駒、梁敏儀主演。

## 劇情
三名擁有特殊血型的青年:軍裝警員阿樂(周英杰飾)，葉詩敏(周勵淇飾)與建築師阿力(周子駒飾)素未謀面，卻突然感應到對方的存在，感到極度不安。三人曾經各自捐血，巧合地被用作拯救一對自殺戀人，結果反令情侶陰陽相隔。不甘獨赴黃泉的女子邱燕屏(梁敏儀飾)，憑著體內特殊血型的感召，逐步接近這三名「多管閒事」的熱血青年，逐一報仇......

## 演員
- 周英杰 飾 阿樂
因捐血救回邱燕屏的男朋友而被其鬼魂杀害
- 周勵淇 飾 葉詩敏
因捐血救回邱燕屏的男朋友而被其吓到进精神病院
- 周子駒 飾 阿力
因捐血救回邱燕屏的男朋友而被其鬼魂杀害
- 梁敏儀 飾 邱燕屏
患有绝症,并打算与其男朋友一起自杀,但因阿乐,叶诗敏,阿力捐血救回其男朋友而自己卻死亡而找他们报仇

## 獎項
| 年份   | 頒獎典禮                  | 獎項     | 名字 | 結果 |
| ------ | ------------------------- | -------- | ---- | ---- |
| 2002年 | 第9屆香港電影評論學會大獎 | 推薦電影 |      | 獲獎 |

## 外部連結
- 開眼電影網上《热血青年》的資料（繁體中文）
- 香港影庫上《热血青年》的資料（繁體中文）
- 时光网上《热血青年》的資料（简体中文）
- 豆瓣电影上《热血青年》的資料 （简体中文）
- 爛番茄上《热血青年》的資料（英文）
- AllMovie上《热血青年》的资料（英文）
- 互联网电影数据库（IMDb）上《热血青年》的资料（英文）